# Alfred Redl
Alfred Redl (Lemberg, Imperi Austríac, avui Lviv, Ucraïna, a la regió coneguda com Galitzia, 14 de març de 1864-Viena, Imperi Austrohongarès, 25 de juny de 1913) va ser un oficial de l'Exèrcit austrohongarès.
Redl va ascendir a coronel i va arribar a ocupar el càrrec de cap d'Estat Major del VIII Cos d'Exèrcit a Praga. Durant la major part de la seva carrera va servir com a cap de l'Oficina d'Evidències, Servei d'Intel·ligència Militar (els serveis de contraespionatge de l'Imperi austrohongarès).
Va esdevenir una de les figures més importants en el món de l'espionatge abans de la Primera Guerra Mundial. El seu pas pel servei de contraespionatge va estar marcat per la innovació i va promoure l'ús de les tecnologies més avançades del seu temps amb la finalitat de detectar i arrestar agents estrangers. Però Redl va resultar ser un agent doble i un dels més importants espies al servei de l'Imperi rus. Captat inicialment sota amenaça de fer pública la seva condició d'homosexual, els ingressos que li reportava la seva traïció van elevar enormement el seu nivell de vida, i pel que sembla va acabar venent secrets militars als serveis secrets francesos i italians. Descobert per la intercepció d'un pagament econòmic a través del correu postal, es va suïcidar tirant-se un tret a la seva habitació de l'Hotel Klomser de Viena l'any anterior a l'esclat de la Primera Guerra Mundial.